# 伯颜 (白帐汗国)
伯顏（14世紀，1302年—1309年在位），白帳汗國可汗，蒙古語解「富貴」。他是科齊的兒子。
白帐汗国本来保持半独立地位，伊兒汗國丞相拉施德丁《史集》說，伯顏成為白帳汗時，窩闊台汗海都與察合台汗篤哇都支持他，但他的侄兒古亦魯克（古出魯克）為爭奪白帳汗國的汗位投靠海都、篤哇。
大德六年（1302年）海都去世，欽察汗脫脫和白帳汗伯颜出兵，與元成宗的軍隊聯合進攻篤哇和海都之子察八兒。
至大二年（1309年），他徵集俄罗斯人、切尔克斯人与马札儿人入軍中，並出兵打敗古亦魯克。他在同年逝世，其子薩昔不花在欽察汗國的首都即位。
| 前任： 科齊 | 白帐汗国君主 1302年—1309年 | 繼任： 薩昔不花 |